# Gardenia latifolia
Gardenia latifolia är en måreväxtart som beskrevs av William Aiton. Gardenia latifolia ingår i släktet Gardenia och familjen måreväxter. Inga underarter finns listade i Catalogue of Life.